# Roy Matthews
Roy Derek Matthews (Hampton in Arden, 10 de septiembre de 1926-Kidderminster, marzo de 1992) fue un deportista británico que compitió en tiro con arco, en la modalidad de arco recurvo.
Ganó tres medallas de bronce en el Campeonato Mundial de Tiro con Arco al Aire Libre entre los años 1958 y 1969, y una medalla de oro en el Campeonato Europeo de Tiro con Arco al Aire Libre de 1968.

## Palmarés internacional
| Campeonato Mundial al Aire Libre | Campeonato Mundial al Aire Libre | Campeonato Mundial al Aire Libre | Campeonato Mundial al Aire Libre |
| Año                              | Lugar                            | Medalla                          | Prueba                           |
| -------------------------------- | -------------------------------- | -------------------------------- | -------------------------------- |
| 1958                             | Bruselas (Bélgica)               | Medalla de bronce                | Individual                       |
| 1967                             | Amersfoort (Países Bajos)        | Medalla de bronce                | Equipo                           |
| 1969                             | Valley Forge (Estados Unidos)    | Medalla de bronce                | Equipo                           |
| Campeonato Europeo al Aire Libre |                                  |                                  |                                  |
| Año                              | Lugar                            | Medalla                          | Prueba                           |
| 1968                             | Reutte (Austria)                 | Medalla de oro                   | Equipo                           |